# Widłowy Żleb

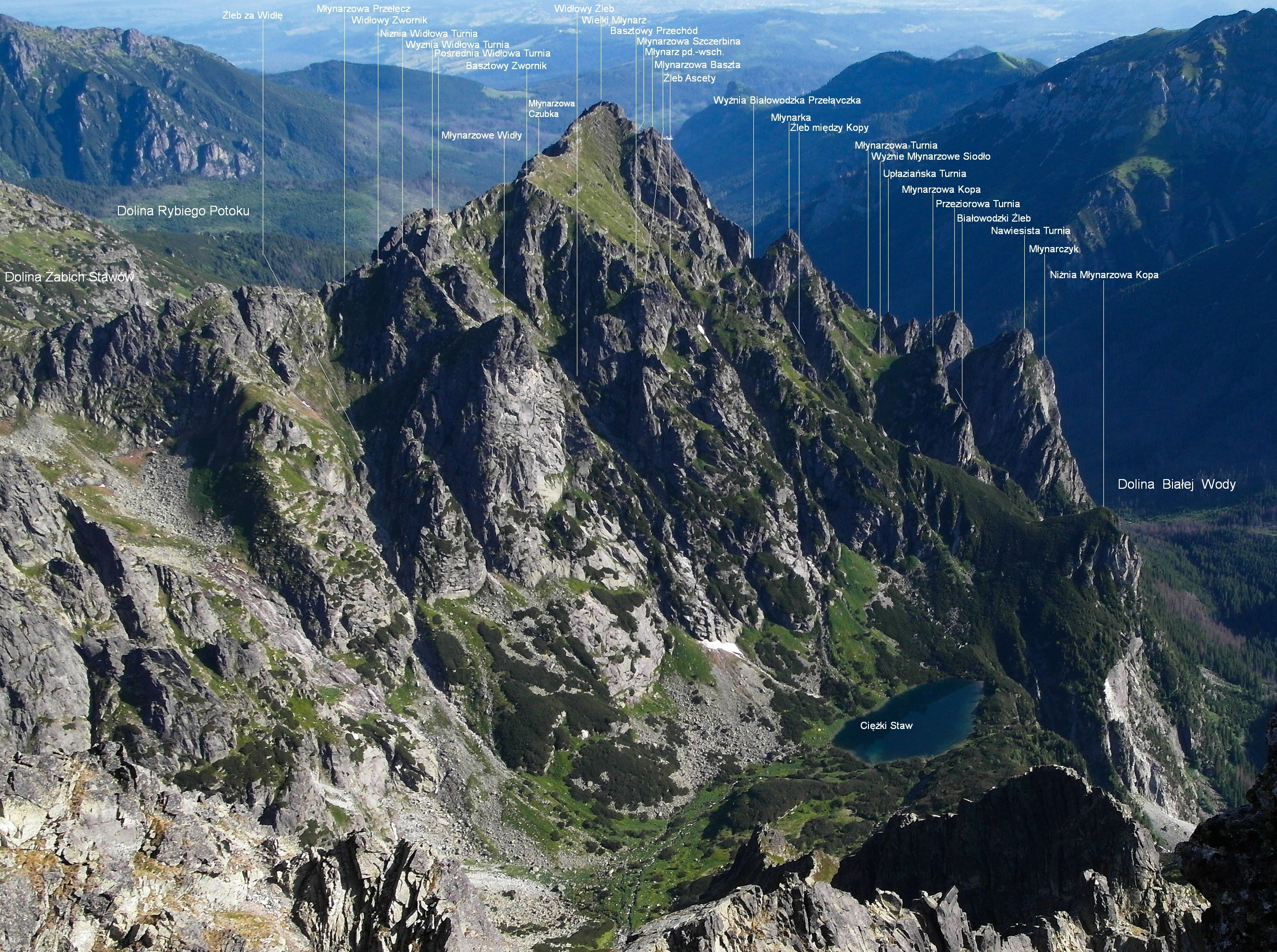
Widłowy Żleb wśród opisanych obiektów

Widłowy Żleb lub Żleb pod Widłę (niem. Zinkenschlucht, słow. Vidlový žľab, węg. Molnár-villai-szakadék) – wybitny żleb w masywie Młynarza w słowackich Tatrach Wysokich. Znajduje się w orograficznie lewych zboczach Doliny Ciężkiej, a jego deniwelacja wynosi około 420 m. Główna gałąź żlebu opada spod Wyżniego Widłowego Siodła, oprócz niej w najwyższej swojej części żleb ma jeszcze dwie odnogi. Orograficznie prawe ograniczenie żlebu tworzy odchodzący od Widłowego Zwornika grzbiet z Niżnią Widłową Turnią i Młynarzowymi Widłami. Lewe obramowanie tworzy Basztowy Zwornik i opadająca od niego grzęda Młynarzowej Baszty.
Górna część żlebu jest łatwa do przejścia. Część środkowa rozszerza się tworząc Widłowy Kocioł. Poniżej niego żleb zwęża się i podcięty jest progiem o wysokości około 150 m. Na progu tym zimą powstaje długi lodospad. Nieco powyżej swojej najbardziej stromej części Widłowy Żleb znów rozgałęzia się. Jego lewa (patrząc od dołu) odnoga prowadzi na Widłowy Przechód. Jej środkowa część to wąski i bardzo stromy, 30-metrowej długości kominek pomiędzy gładkimi płytami.
Blisko dolnej części Widłowego Żlebu, na odcinku około 100 m, spod Młynarzowych Wideł opada drugi, równoległy żleb zanikający około 60 m powyżej piargów. Od Widłowego Żlebu oddzielony jest prawym filarem Młynarzowych Wideł. 
Nazwę żlebu utworzył Władysław Cywiński.

## Drogi wspinaczkowe
1. Widłowym Żlebem z ominięciem dolnego progu; III w skali tatrzańskiej, 2 godz.
2. Widłowym Żlebem przez dolny próg; III, na progu IV, 3 godz.[1]

Obecnie Młynarz jest na obszarze ochrony ścisłej i obowiązuje zakaz wstępu taterników i turystów.